# Gadoteridol
Gadoteridol (INN) là một thuốc cản quang MRI dựa trên gadolinium, được sử dụng đặc biệt trong hình ảnh của hệ thống thần kinh trung ương. Nó được bán dưới tên thương hiệu ProHance.